# Arlindo Battistel
Arlindo Itacir Battistel (Nova Prata, 17 de julho de 1953) é um religioso e pesquisador brasileiro.
Filho de André Domingos Battistel e Angela Maria Dall'Agnol, cresceu no ambiente rural. Entrou para o seminário de Vila Flores aos dez anos de idade, continuou os estudos no seminário de Veranópolis, aperfeiçoou-se em filosofia em Pelotas e formou-se em teologia na Pontifícia Universidade Católica do Rio Grande do Sul, em Porto Alegre. Entrou para a ordem dos Capuchinhos e recebeu ordenação presbiteral em 7 de fevereiro de 1981. Atuou como pároco em São José do Ouro, Ibiraiara, Vila Segredo, Porto Alegre, Camargo, André da Rocha e Lagoa Vermelha.
Desenvolve importante trabalho como historiador e folclorista, sendo um dos autores "clássicos" da bibliografia sobre a imigração italiana no Rio Grande do Sul. A coleção Assim vivem os italianos, que coordenou juntamente com Rovílio Costa, resultado de uma pesquisa de oito anos, é uma das principais referências no campo da memória da imigração. Retratos da Colônia, um vasto levantamento fotográfico sobre algumas colônias italianas, segundo Marcelo Sieben é uma das mais expressivas coleções de imagens já publicadas no Rio Grande do Sul, abrangendo todos os aspectos da vida dos imigrantes e seus descendentes.
É um dos conservadores do acervo documental sobre a imigração da editora da Escola Superior de Teologia São Lourenço de Brindes e por muitos anos escreveu em parceria com Rovílio Costa a coluna "Vita, storia e fròtole" no jornal Correio Riograndense. É também um dos principais divulgadores do dialeto talian, e foi um dos fundadores do Museu dos Capuchinhos de Caxias do Sul.
Principais publicações:
- Colônia Italiana: religião e costumes, 1981
- Assim vivem os italianos, 3 volumes, 1982-1983, 2ª ed. 1990 (com Rovílio Costa)
- Polenta e liberdade: saga de imigrantes italianos, 1998
- Duas Itálias, 2000 (com Rovílio Costa)
- Storia e fròtole: história e estórias, 2001 (com Rovílio Costa)
- Retratos da Colônia, 2 volumes, 2009